# 松平康寛
松平 康寛（まつだいら やすひろ）は、江戸時代前期から中期にかけての旗本。

## 経歴
松平康朗の子として生まれ、慶安2年（1649年）12月14日に遺跡を継ぐ。享保14年（1729年）3月26日に致仕し、4月2日に82歳で死去。

## 系譜
- 父：松平康朗
- 母：池田長賢の娘
- 正室：小堀正之の娘
- 長男：松平康晴
- 長女：徳山頼屋室
- 次女：松平康忠室